# Хозяйка Медной горы (сказ)
«Хозяйка Медной горы» — сказ Павла Бажова из его сборника «Малахитовая шкатулка», созданный на основе уральского фольклора.
Впервые он был опубликована в 11-м номере литературного журнала «Красная новь» в 1936 году, а затем — в том же году напечатан в составе сборника «Дореволюционный фольклор Урала». В 1939 году сказ был включён в опубликованный сборник «Малахитовая шкатулка».
В 1944 году сказ был переведён на английский язык Аланом Уильямсом (Alan Moray Williams) и опубликован издательством Hutchinson. В 1950-х годах ещё один перевод был сделан Эвой Мэннинг (Eve Manning). Сказ был также включён в сборник рассказов Джеймса Риордана «The Mistress of the Copper Mountain: Tales from the Urals», опубликованный в 1974 году компанией Frederick Muller Ltd. В 2012 году это произведение Бажова было опубликовано в сборнике «Russian Magic Tales from Pushkin to Platonov», изданном британским издательством Penguin Books (в переводе Анны Гуниной).
Сказ печатался в СССР и России как в сборнике сказов, так отдельной книгой.

## Сюжет
Главным действующим лицом сказа является персонаж легенд уральских горняков, мифический образ духа-хозяйки Гумёшевского рудника («Медной горы») Уральских гор — хозяйки Медной горы.
Пошли как-то двое заводских парней, одним из которых был Степан, отдыхать на луг. Там Степан увидел волшебную девушку в платье из каменного малахита и понял, что это Медной горы хозяйка, вокруг которой на земле было много разноцветных ящерок. Она взяла с него честное слово, что Степан передаст своему хозяину уходить с Красногорского рудника и более её не тревожить, добавив, уходя: «Не забудь, Степанушко, как я говорила. Сделаешь по-моему, замуж за тебя выйду!»
Степан выполнил обещание и все передал; разгневанный хозяин велел его выпороть и отправить в забой, посадив на цепь. Там он снова встретился с хозяйкой горы, которая повела его к себе в гости. Много всякого добра увидел Степан в палатах у неё: малахит, изумруды, другие сокровища. Владелица Медной горы предложила ему на ней жениться, но Степан отказал, так как у него уже была невеста Настенька. За эту верность хозяйка Медной горы наградила его малахитовой шкатулкой, в которой находились серьги, кольца и прочие женские украшения.

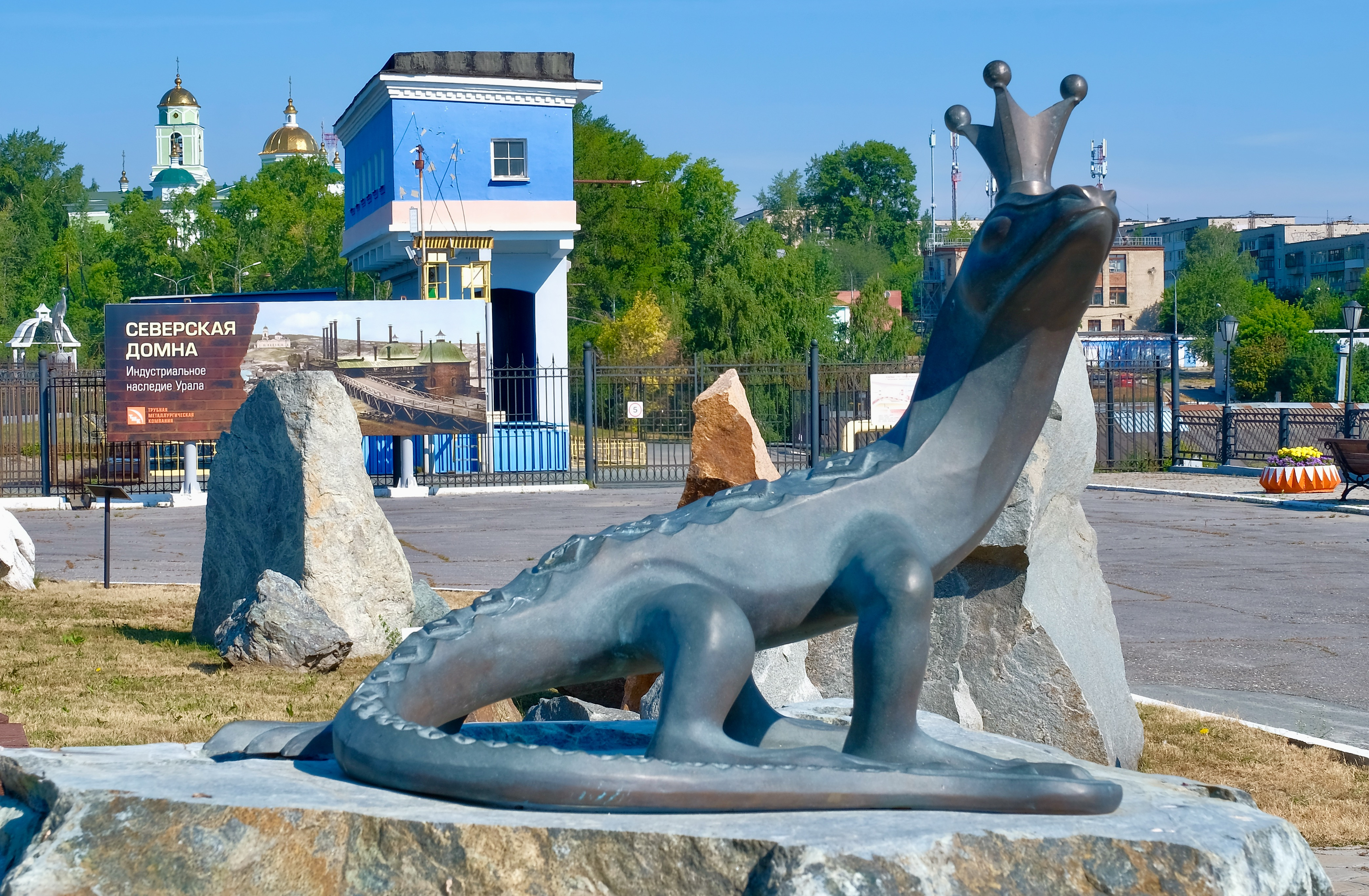
Памятник ящерице-хозяйке горы в городе Полевской

За большие малахитовые столбы, вырубленные по приказу хозяина, Степан был отпущен на волю: женился, семью завел, дом обстроил. А хозяйка Медной горы обиделась, что столбы те в церковь поставили (что указывает на её принадлежность к нечистой силе). Степан же стал хворать, затосковал, стал в лес с ружьем ходить, чтобы утешить свою горечь. Там его однажды и обнаружили мёртвым рядом с большой плачущей ящерицей. А в кулаке у Степана были зажаты мелкие драгоценные камушки, которые рассыпались в пыль! Сказ оканчивается словами:
Вот она, значит, какая Медной горы Хозяйка! Худому с ней встретиться — горе, и доброму — радости мало.
Хозяйка Медной горы является действующим лицом двух других сказов П. П. Бажова — «Каменный цветок» и «Малахитовая шкатулка»:

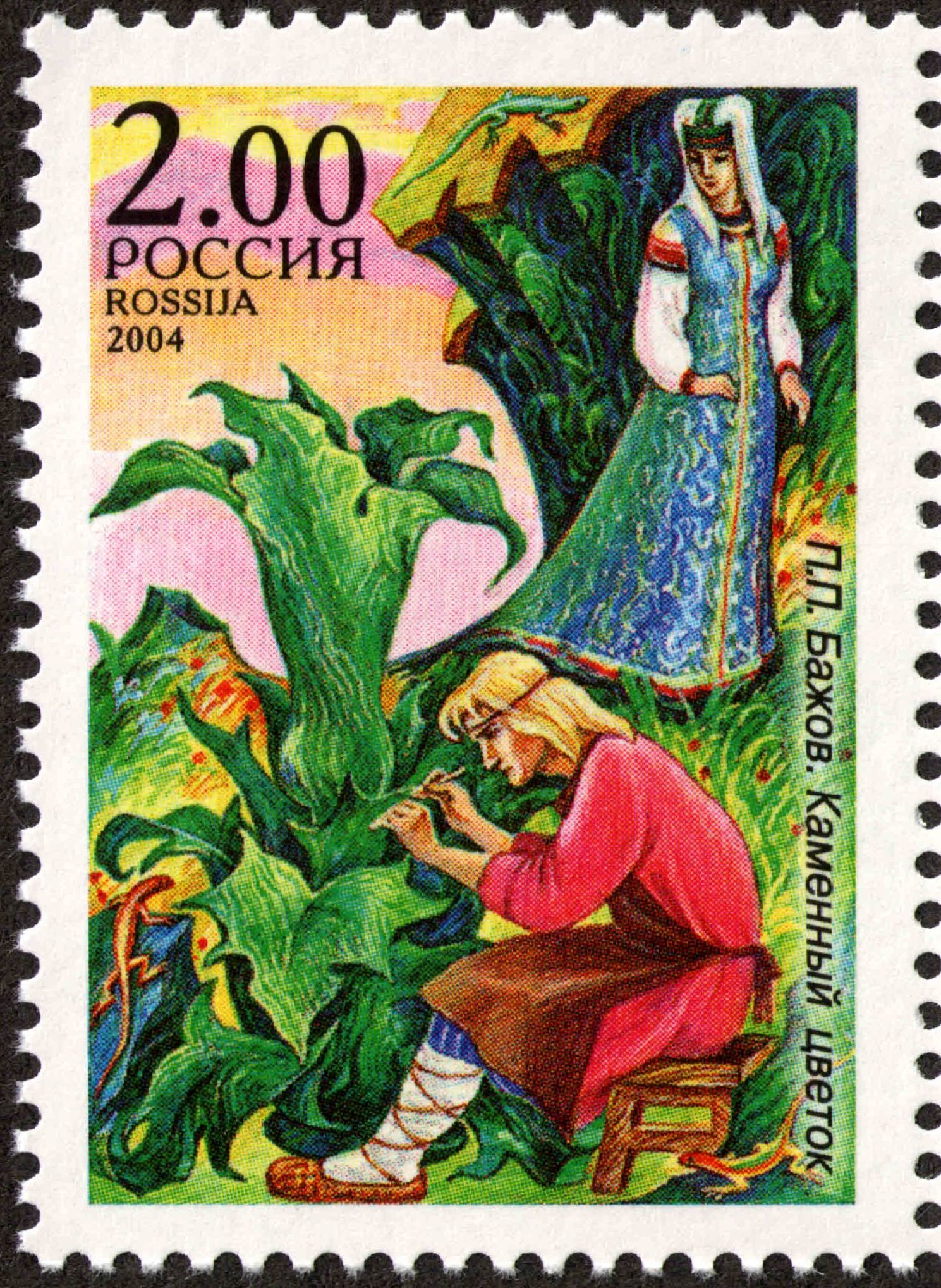
Каменный цветок
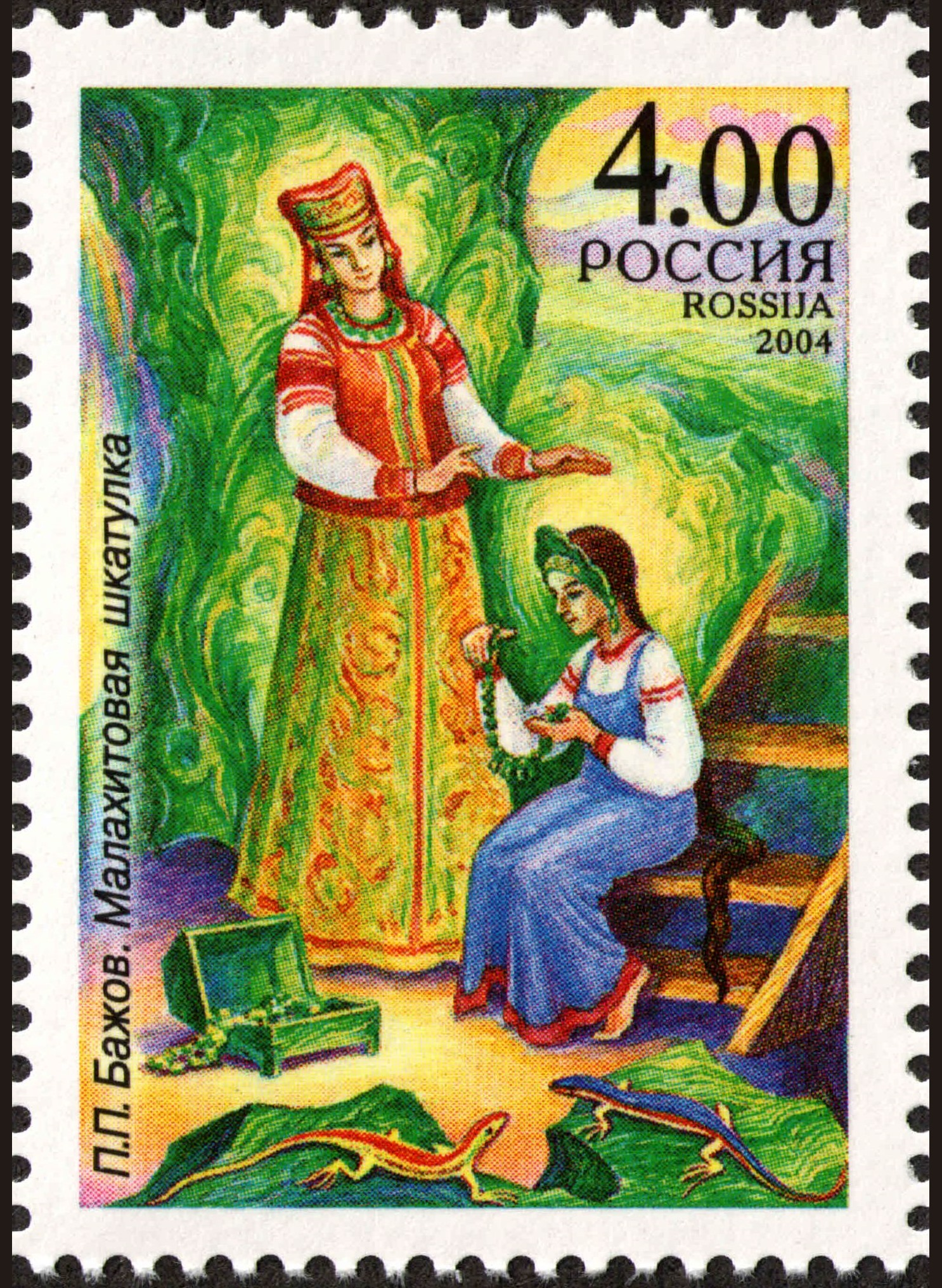
Малахитовая шкатулка

## В культуре
- Основой либретто первого балета Александра Фридлендера «Горная сказка» стал сказ Павла Бажова «Медной горы хозяйка» (1941)[13].
- Мотивы сказов «Медной горы Хозяйка» и «Малахитовая шкатулка» лежат в основе сюжета фильма-сказки Вадима Соколовского «Книга мастеров» (2009).
- Мультипликационный фильм «Медной горы Хозяйка» (1975).
- Диафильм «Хозяйка Медной горы» (1987, художник Л. Семыкина)[14][15].
- Хореографический спектакль «Уральский сказ. Хозяйка Медной горы» (Геликон-опера, композитор Кирилл Волков)[16].